# Lótos
Lótos (szlovákul Lutiše) község Szlovákiában, a Zsolnai kerületben, a Zsolnai járásban.

## Fekvése
Zsolnától 27 km-re északkeletre fekszik.

## Története
A mai község területét 1438-ban királyi adományként Hatnai György és László kapták. A falu a 17. század első felében keletkezett, az 1662. évi urbáriumban „Litisse” néven említik először. Sztrecsno várának uradalmához tartozott. 1784-ben 122 házában 128 családban 740 lakos élt. Első templomát 1789-ben építették, ekkor lett önálló plébánia is.
A 18. század végén Vályi András így ír róla: „LITITZA. vagy Litise. Tót falu Trentsén Várm. földes Ura Pongrácz Uraság, lakosai katolikusok, fekszik Bellának szomszédságában, mellyhez határja is hasonlító.”
1828-ban 150 háza volt 1040 lakossal, akik főként mezőgazdasággal, állattartással, erdei munkákkal foglalkoztak.
Fényes Elek 1851-ben kiadott geográfiai szótárában így ír a faluról: „Lutissa, tót falu, Trencsén vmegyében, elszórva a hegyek közt fekszik. Számlál 1291 kath., 12 zsidó lak. Kath. paroch. templom. Legelője jó lévén, sok juhot tartanak, s vajat, sajtot készitnek. F. u. gr. Nyáry. Ut. posta Zsolna.”
Elemi iskolája 1890-ben épült. A trianoni békéig Trencsén vármegye Kiszucaújhelyi járásához tartozott.
1928-ban nagy tűzvész pusztított a községben, a plébánia épülete is leégett. 1930-ban új iskolát építettek, az új plébánia pedig 1937-ben készült el. Az iskola 1960-ig működött, melynek helyén épült fel 1986-ban a kultúrház.

## Népessége
| Év:            | 1994. | 2004.   | 2014.   | 2024.   |
| -------------- | ----- | ------- | ------- | ------- |
| Emberek száma: | 842   | 818     | 740     | 758     |
| Eltérés:       |       | -2,85 % | -9,53 % | +2,43 % |

| Év:            | 2023. | 2024.   |
| -------------- | ----- | ------- |
| Emberek száma: | 757   | 758     |
| Eltérés:       |       | +0,13 % |

1910-ben 958, túlnyomórészt szlovák anyanyelvű lakosa volt.
2001-ben 848 lakosából 847 szlovák volt.
2011-ben 761 lakosából 755 szlovák volt.

## Nevezetességei
- Szent István tiszteletére szentelt római katolikus temploma 1903 és 1907 között épült. Tornya röviddel elkészülte után ledőlt, később újjá kellett építeni.

## Külső hivatkozások
- Községinfó
- Lótos Szlovákia térképén
- Az alapiskola honlapja
- E-obce.sk Archiválva 2009. április 17-i dátummal a Wayback Machine-ben